# Antoni Deià Tortella
Antoni Deià Tortella "Gaietà de Mallorca" (Palma, 1707 - 1767). Historiador.
El 1725 ingressà a l'orde caputxina i canvià el nom pel de Gaietà de Mallorca. Va ser destinat a València (1727-31, 1749) i a Terol (1760-61). Entre aquests períodes va residir a Mallorca, on fou lector de filosofia i, per dues vegades, guardià del convent. Publicà Loseta ilustrada por la invención milagrosa de la Virgen Nuestra Señora llamada vulgarmente de Lloseta (1746) i Resumpta histórica, corográfica y cronológica de las islas y real fuerza de Ibiza (1751), i deixà manuscrites, entre altres obres, un apèndix i notes a la Historia de Mallorca de Joan Binimelis, Misceláneas históricas (que contenen un episcopologi de Mallorca i una història de Felanitx), una història de Lluc i Antiglorias de Mallorca, violent atac a l'obra de Bonaventura Serra Glorias de Mallorca. És autor també d'una versió castellana, inèdita, del Desconhort, de Ramon Llull.